# Central River (Gambia)

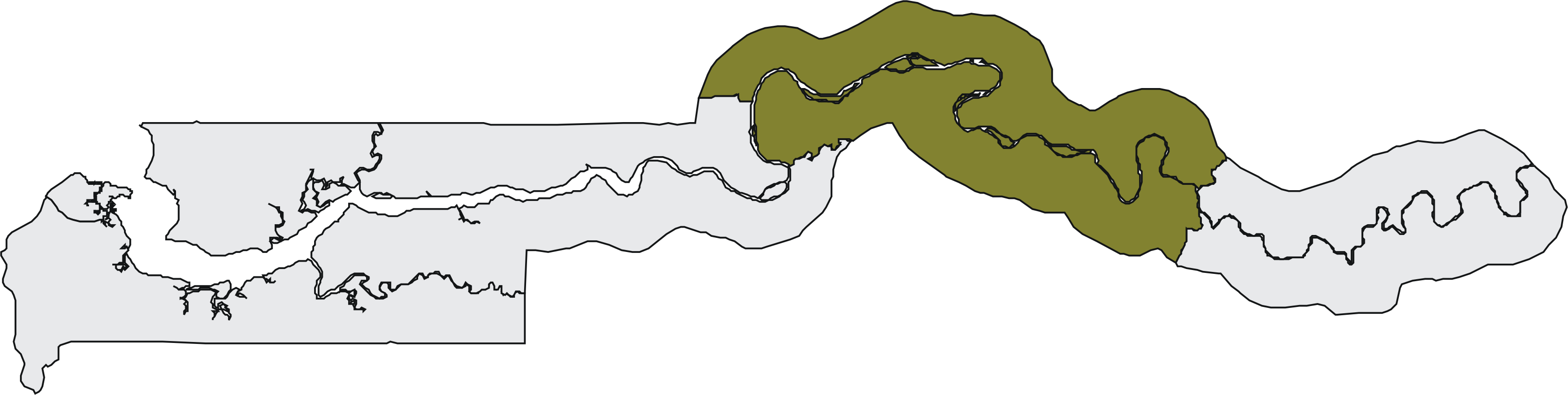
Regionens läge i Gambia.

Central River är en region i mellersta delen av Gambia. Huvudorten heter Janjanbureh (även Jangjangbureh, tidigare Georgetown), på Janjanbureh Island. Den största orten i regionen är Bansang, med ett invånarantal på cirka 8 000. Central River är den till ytan största regionen i Gambia. Antalet invånare var 221 907 vid folkräkningen 2013.

## Distrikt

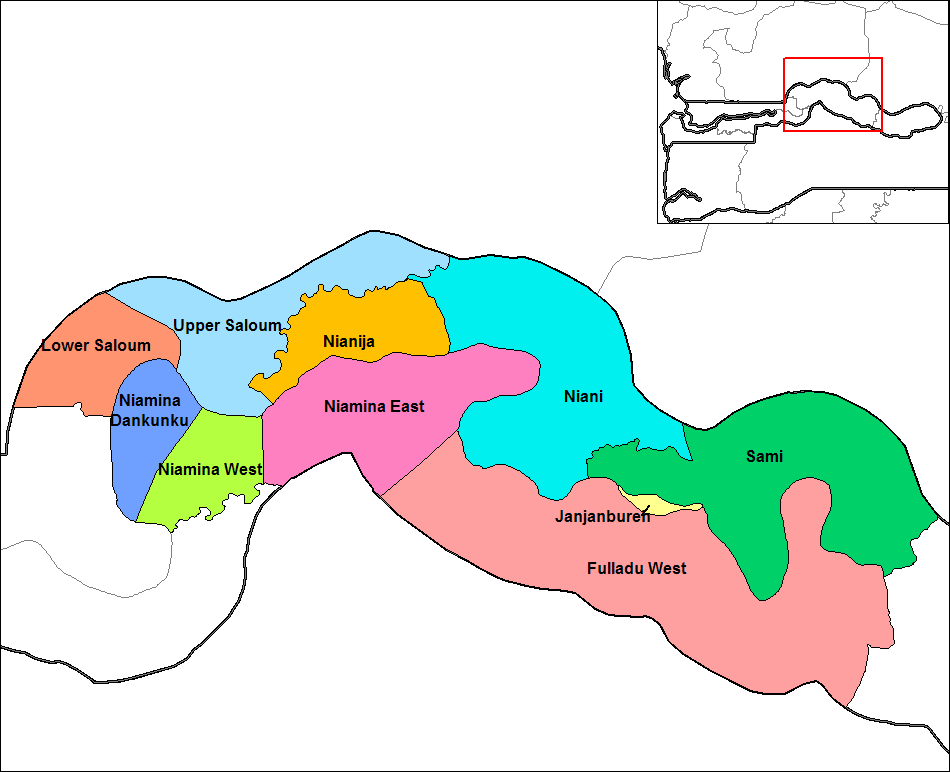
Karta över distrikten i Central River.

Central River är indelat i två kommuner och elva distrikt:

### Kuntaur
- Lower Saloum
- Niani
- Nianija
- Sami
- Upper Saloum

### Janjanbureh
- Janjanbureh
- Lower Fuladu West
- Niamina Dankunku
- Niamina East
- Niamina West
- Upper Fuladu West